# Giorgi Sanaia
Giorgi Sanaia (georgisch გიორგი სანაია; * 1975; † 26. Juli 2001 in Tiflis) war ein georgischer Journalist. Er arbeitete als Anchorman für die Nachrichtensendung Ghamis Kurieri (dt. Nachtkurier) beim Tifliser Privatsender Rustawi 2. Die georgische Öffentlichkeit mutmaßte, dass Regierungsmitglieder seine Liquidierung veranlasst hatten.

## Leben
Unmittelbar vor seinem Tode recherchierte Sanaia über tschetschenische Rebellenaktivitäten und Drogenschmuggel im georgischen Pankissi-Tal und hatte Kontakte mit dortigen Warlords. Er erwartete Videoaufnahmen, die Terroristen und georgische Regierungsbeamte bei einer Drogenübergabe zeigen sollten. Am 26. Juli 2001 wurde er nachts in seiner Wohnung mit einem Schuss aus einem Gewehr vom Kaliber 9 mm in den Hinterkopf getötet. Nach Angaben des in die Ermittlungen einbezogenen US-amerikanischen FBI handelte es sich um eine „hochprofessionelle“ Tat.
Am 5. Dezember 2001 wurde ein 26-jähriger ehemaliger Mitarbeiter des Sicherheitsdienstes des georgischen Innenministeriums, Giorgi Churtsilawa, festgenommen. Er gestand, Sanaia bei einem Streit in dessen Wohnung erschossen zu haben. Er verwendete dabei seine frühere Dienstwaffe und besaß einen Wohnungsschlüssel zu Sanaias Appartement. Churtsilawa wurde am 9. Juli 2003 vom Bezirksgericht Gldani-Nadsaladewi wegen Mordes zu einer Freiheitsstrafe von 13 Jahren verurteilt.
Die georgische Öffentlichkeit verdächtigte von Anbeginn die Regierung, hinter dem Tod des Journalisten zu stehen. Bereits am Tag von Sanaias Tod wurden Ermittlungsbeamte vor seiner Wohnung beschimpft. Einen Tag später protestierten 200 Journalisten vor dem Parlamentsgebäude in Tiflis gegen die Unfähigkeit der Polizei, die Pressefreiheit zu schützen. An der Beerdigung Sanaias nahmen rund 10.000 Menschen teil.
Sanaia war mit Chatuna Tschchaidse verheiratet und hatte einen Sohn.